# Thereva brunnea
Thereva brunnea är en tvåvingeart som beskrevs av Cole 1923. Thereva brunnea ingår i släktet Thereva och familjen stilettflugor. Inga underarter finns listade i Catalogue of Life.